# 圣欧邦多兹
圣欧邦多兹（法語：Saint-Auban-d'Oze，法語發音：[sɛ̃.t‿oban doz]）是法国上阿尔卑斯省的一个市镇，属于加普区。

## 地理
圣欧邦多兹（44°29'45"N, 5°50'47"E）面积13.21 平方千米，位于法国普罗旺斯-阿尔卑斯-蓝色海岸大区上阿尔卑斯省，该省份为法国东南部内陆省份，北起萨瓦省，西北接伊泽尔省，西南接德龙省，南至上普罗旺斯阿尔卑斯省，东北部与意大利接壤。
与圣欧邦多兹接壤的市镇（或旧市镇、城区）包括：奥兹新堡、埃斯帕龙、奥兹、勒赛、韦讷。

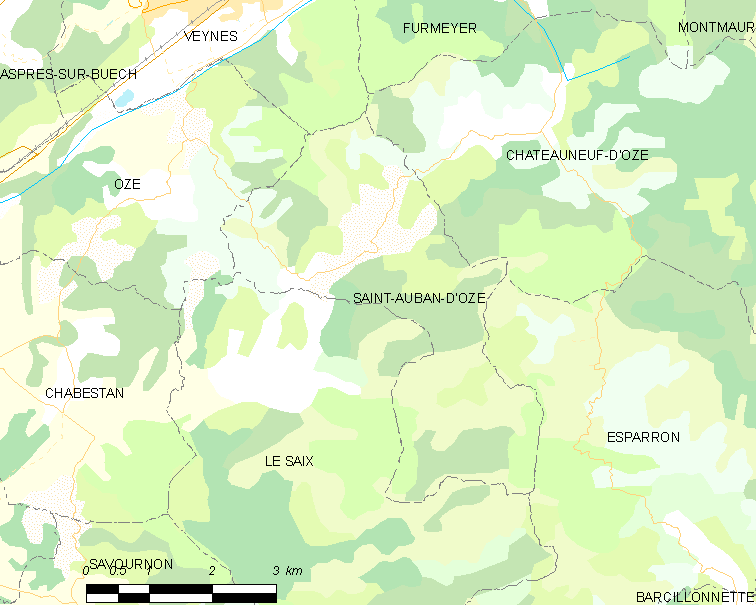
圣欧邦多兹的OSM定位图

圣欧邦多兹的时区为UTC+01:00、UTC+02:00（夏令时）。

## 行政
圣欧邦多兹的邮政编码为05400，INSEE市镇编码为05131。

## 政治
圣欧邦多兹所属的省级选区为塞尔县。

## 人口

1962-2008年间圣欧邦多兹人口变化图示

圣欧邦多兹于2022年1月1日时的人口数量为75人。